# Kalundborg Kommune (1970-2006)
Kalundborg Kommune i Vestsjællands Amt blev dannet ved kommunalreformen i 1970. Ved strukturreformen i 2007 blev den nuværende Kalundborg Kommune dannet ved indlemmelse af Bjergsted Kommune, Gørlev Kommune, Hvidebæk Kommune og Høng Kommune.

## Tidligere kommuner
Kalundborg havde været købstad, men det begreb mistede sin betydning ved kommunalreformen. Inden reformen blev købstaden lagt sammen med den nærmeste sognekommune:
| Kommune            | Folketal september 1965 | Byer       |
| ------------------ | ----------------------- | ---------- |
| Kalundborg købstad | 10.320                  | Kalundborg |
| Tømmerup           | 1.309                   | Spangsbro  |
| I alt              | 11.629                  |            |

Ved selve kommunalreformen blev 3 sognekommuner lagt sammen med Kalundborg købstad til Kalundborg Kommune:
| Kommune    | Folketal 1. januar 1970 | Byer                                          |
| ---------- | ----------------------- | --------------------------------------------- |
| Kalundborg | 11.734                  |                                               |
| Raklev     | 3.933                   | Ellede, Nyrup og Raklev (bydele i Kalundborg) |
| Røsnæs     | 842                     | Ulstrup                                       |
| Årby       | 2.220                   | Årby                                          |
| I alt      | 18.729                  |                                               |

## Sogne
Kalundborg Kommune (1970-2006) bestod af følgende sogne, alle fra Ars Herred:
- Nyvangs Sogn
- Raklev Sogn
- Røsnæs Sogn
- Tømmerup Sogn
- Vor Frue Sogn, Kalundborg
- Årby Sogn

## Borgmestre[3]
| Periode   | Navn                     | Parti                   |
| --------- | ------------------------ | ----------------------- |
| 1970-1978 | Jørgen Hagemann-Petersen | Lokalliste              |
| 1978-1990 | Aage Brejnrod            | Socialdemokratiet       |
| 1990-1999 | Arne Nielsen             | Socialdemokratiet       |
| 1998-2002 | Gitte Høegh Frejbæk      | Socialdemokratiet       |
| 2002-2006 | Tommy Dinesen            | Socialistisk Folkeparti |